# Peugeot Ludix
Peugeot Ludix – skuter miejski francuskiej firmy Peugeot. Jego charakterystycznymi cechami są prostota, funkcjonalność oraz niskie koszty produkcji i utrzymania. 

## Silnik[1]
| Rodzaj                         | 1-cylindrowy, dwusuwowy     |
| Chłodzenie                     | powietrzem                  |
| Pojemność                      | 49,9 cm3                    |
| Moc                            | 4,35 KM przy 7100 obr./min. |
| Moment obrotowy                | 4,4 Nm przy 6800 obr./min.  |
| Średnica cylindra x skok tłoka | 39,94 x 39,8 mm             |
| Wytwarzanie mieszanki          | gaźnik                      |
| Spalanie                       | ok. 3 l/100km               |

W nowszych modelach 2011+ występuje silnik 4t: spalanie 2l/100km, moc 3,24 KM, V max 55km/h. Opcjonalnie miejsce na kufer. Skutery te używane są często do rozwożenia pizzy, są bardzo wytrzymałe. 

## Podwozie[1]
| Rodzaj ramy                | z rur stalowych     |
| Przednie zawieszenie       | widelec upside-down |
| Tylne zawieszenie          | jeden amortyzator   |
| Skok zawieszenia przód/tył | 73/65 mm            |
| Hamulec przedni            | tarcza, śr. 155 mm  |
| Hamulec tylny              | bęben, śr. 110 mm   |
| Wymiary opony przód        | 120/90-10           |
| Wymiary opony tył          | 130/90-10           |

## Wymiary i masy[1]
| Masa z paliwem              | 74 kg            |
| Dopuszczalna masa całkowita | 118 kg           |
| Długość/szerokość/wysokość  | 1075/680/1060 mm |
| Rozstaw osi                 | 1210 mm          |
| Wysokość siedzenia          | 810 mm           |
| Pojemność zbiornika paliwa  | 5,7 l            |

## Wyposażenie[1]
- Schowek na drobiazgi
- Haczyk
- Blokada kierownicy
- Rozrusznik elektryczny i nożny
- Podstawka centralna